# Pál Bakó
Pál Bakó (Budapeste, 8 de junho de 1946) é um ex-pentatleta húngaro.  

## Carreira
Pál Bakó representou seu país nos Jogos Olímpicos de 1972, na qual conquistou a medalha de prata, no  por equipes.